# Западное викариатство
Западное викариатство — викариатство Московской епархии Русской православной церкви, объединяющее благочиния в Западном административном округе города Москвы. Включает в себя два благочиния — Георгиевское и Михайловское. На конец 2011 года в состав викариатства входит 61 храм.
Викариатство образовано 27 декабря 2011 года решением Священного Синода.
С 11 июня 2019 года управление Западным викариатством города Москвы поручено преосвященному Фоме, епископу Павлово-Посадскому, викарию Святейшего Патриарха Московского и всея Руси.

## Управляющие архиереи
- Игнатий (Пунин) (22 декабря 2010 — 31 декабря 2011) — окормлял приходские храмы на территории Западного округа города Москвы[5]
- Игнатий (Пунин) (31 декабря 2011 — 29 октября 2015)
- Тихон (Шевкунов) (29 октября 2015 — 27 июля 2018)
- Матфей (Копылов) (27 июля 2018 — 11 июня 2019)
- Фома (Мосолов) (с 11 июня 2019)

## Георгиевское благочиние
Георгиевское благочиние объединяет храмы районов Западного административного округа г. Москвы: Кунцево, Крылатское, Филёвский парк, Дорогомилово, Фили-Давыдково, Можайский. По состоянию на июль 2012 года включает 21 храм. Благочинный — протоиерей Серафим Недосекин, настоятель храма великомученика Георгия Победоносца — Патриаршего подворья на Поклонной горе.

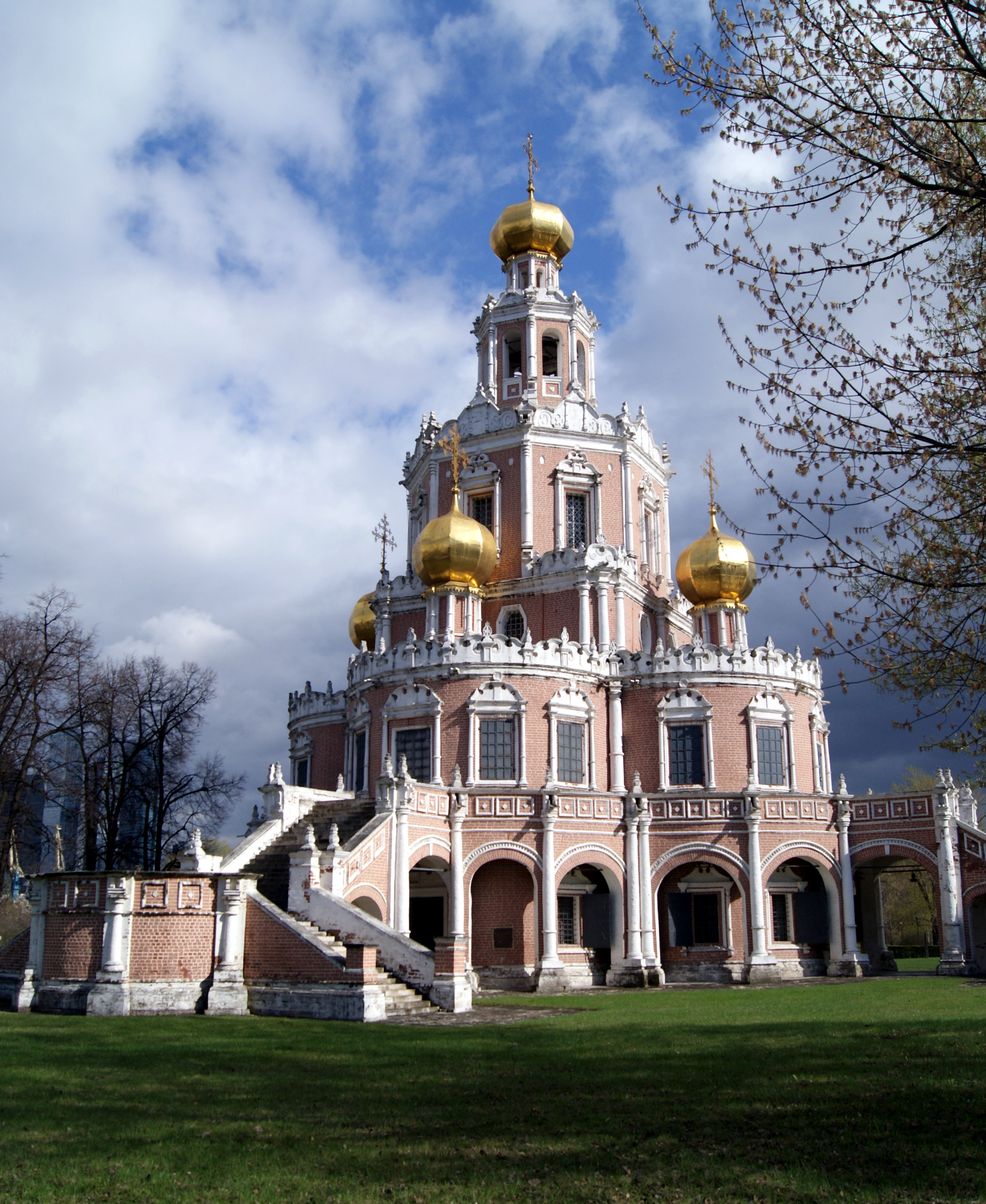
Церковь Покрова в Филях
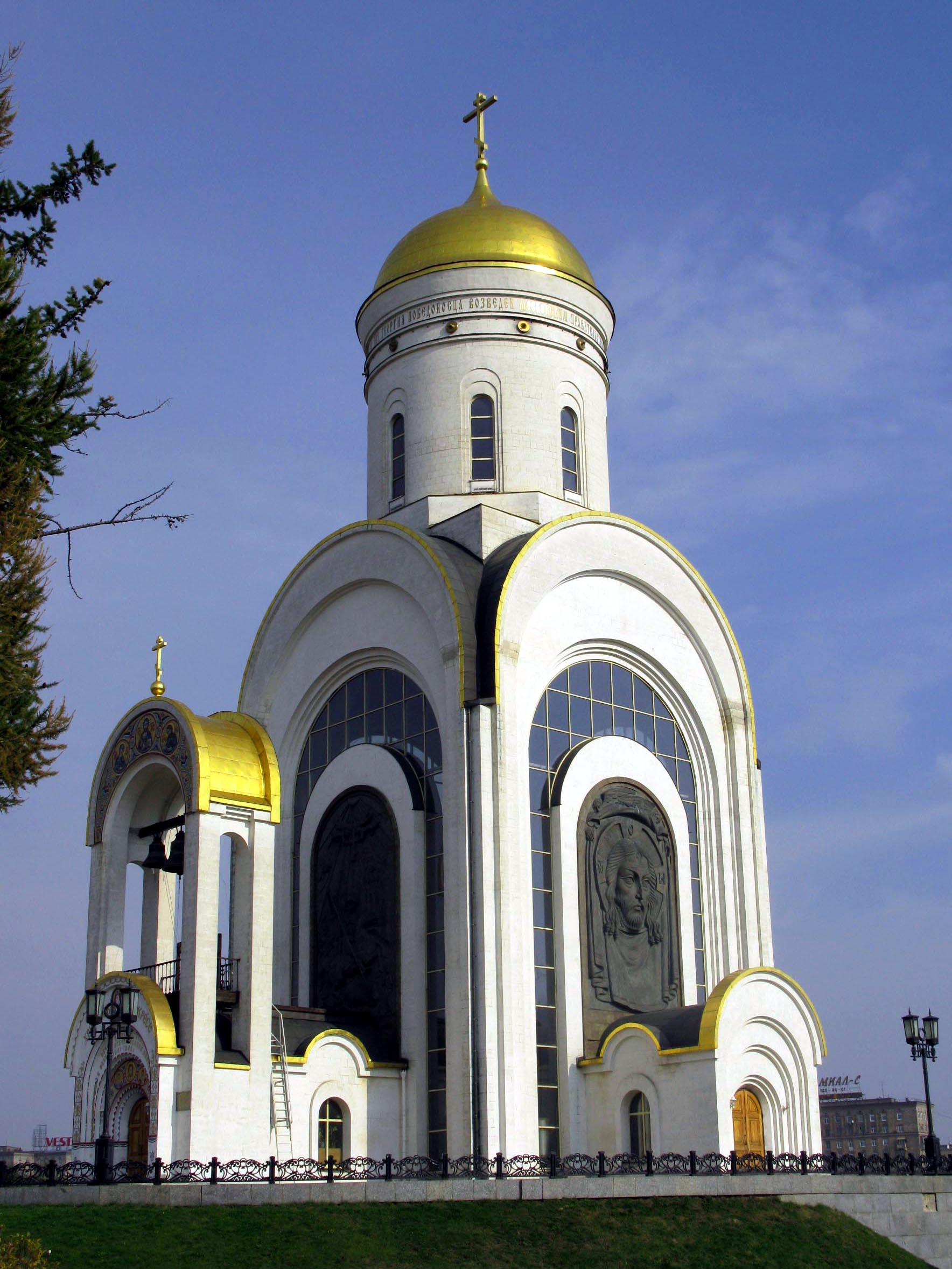
Храм Георгия Победоносца на Поклонной горе
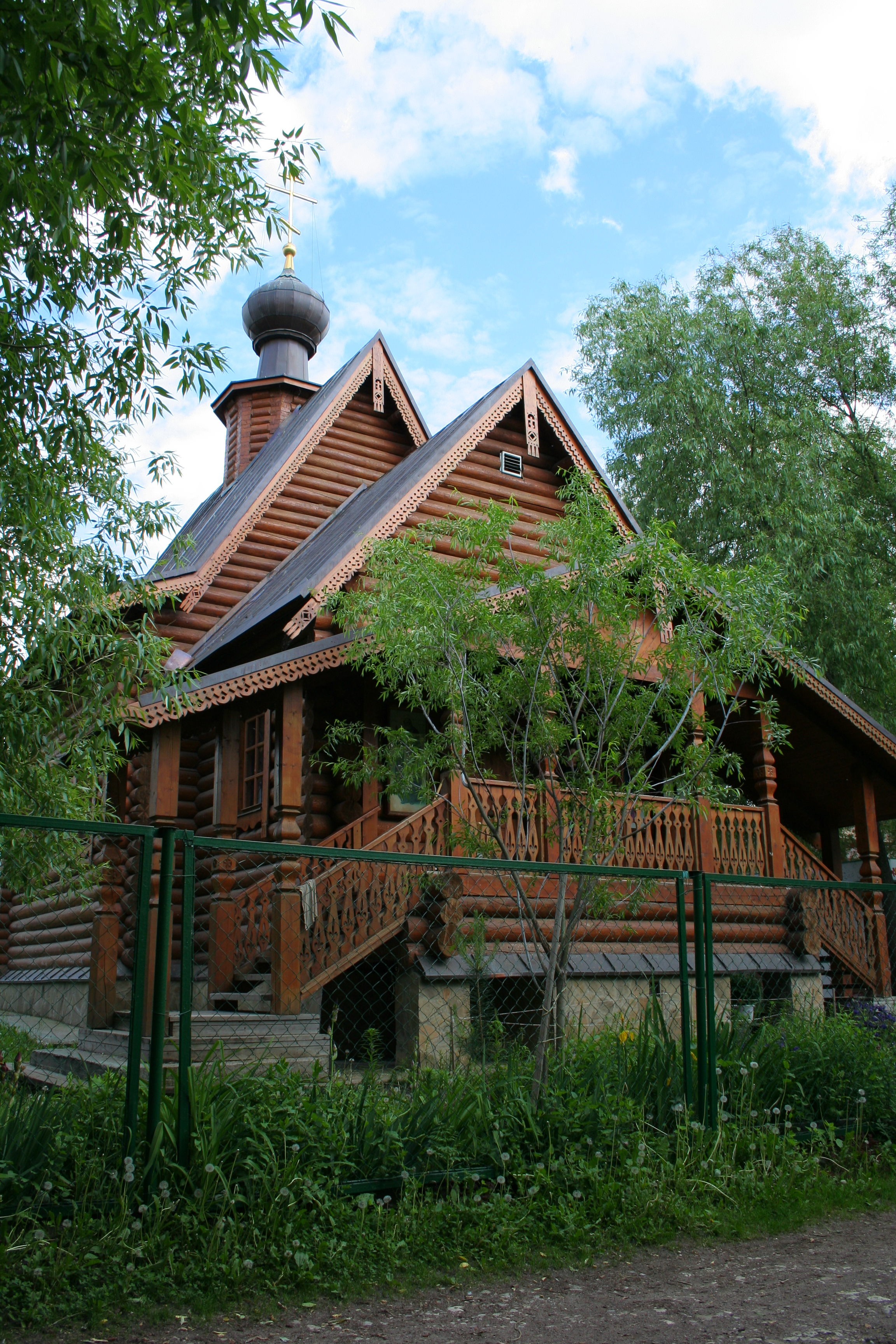
Храм Серафима Саровского в Филёвской пойме
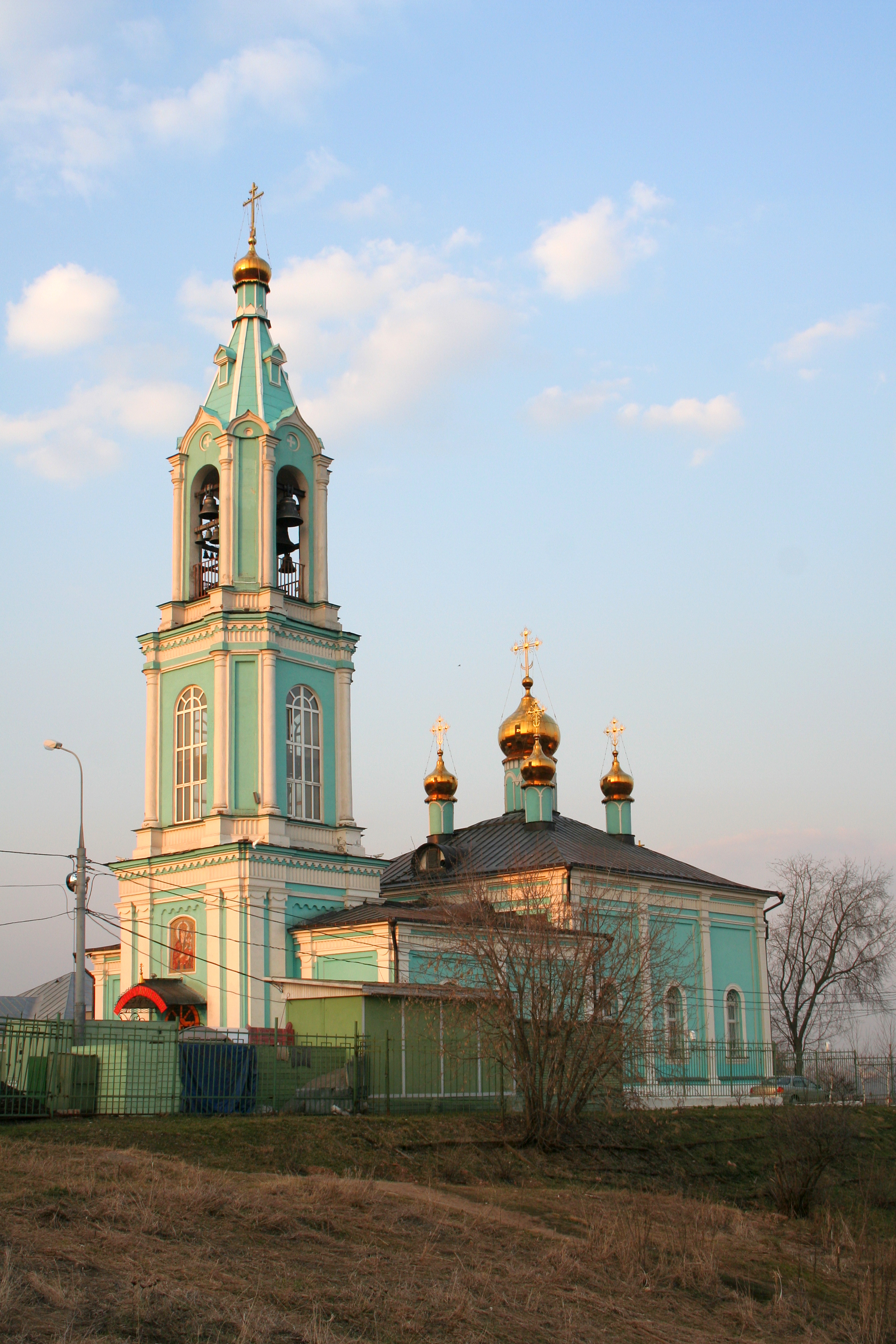
Храм Рождества Пресвятой Богородицы в Крылатском
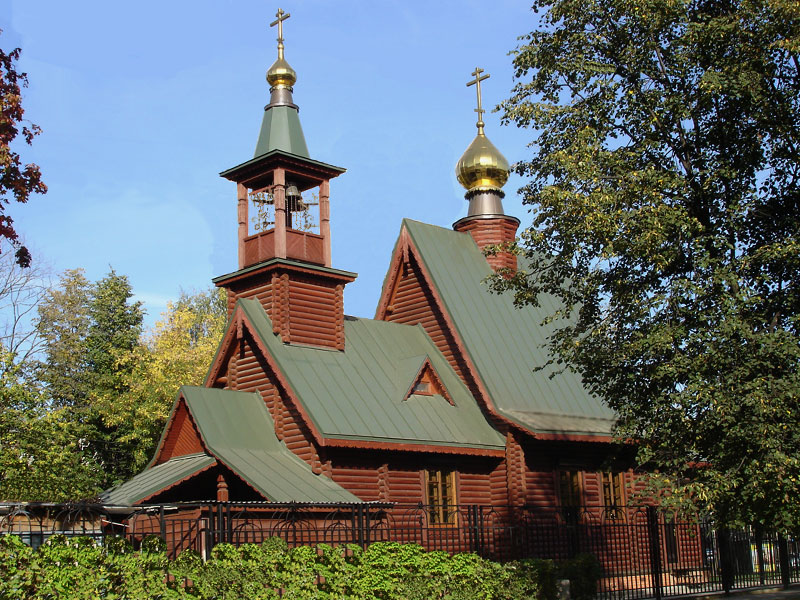
Храм святого праведного Иоанна Русского в Кунцеве

## Михайловское благочиние
Михайловское благочиние объединяет храмы районов Западного административного округа г. Москвы: Внуково, Ново-Переделкино, Солнцево, Очаково-Матвеевское, Тропарёво-Никулино, Проспект Вернадского, Раменки. По состоянию на июль 2012 года включает 40 храмов и часовен. Благочинный округа — протоиерей Георгий Студенов, настоятель храма Архангела Михаила в Тропарёве

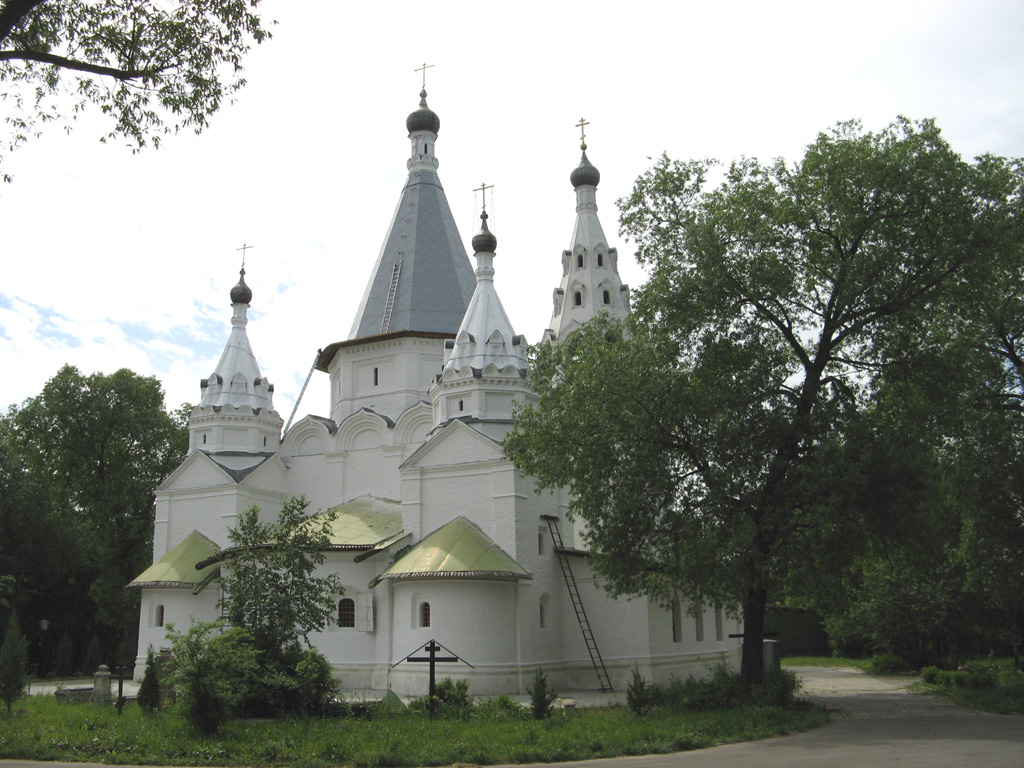
Церковь Троицы Живоначальной в Троицком-Голенищеве
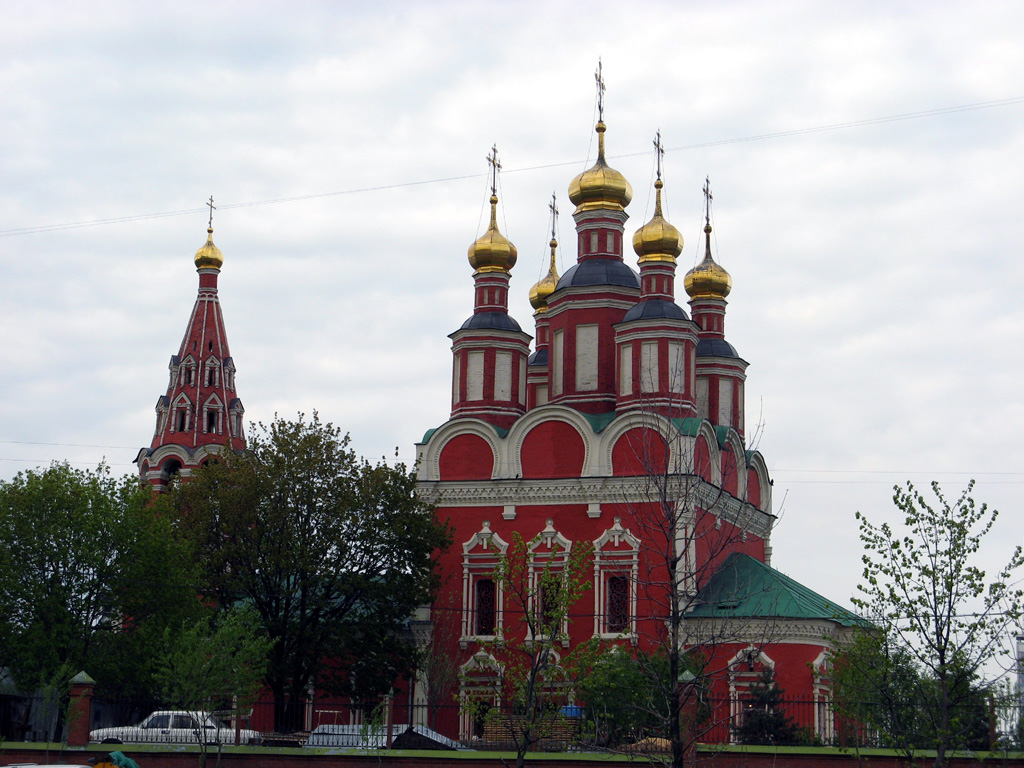
Храм Архангела Михаила в Тропарёве
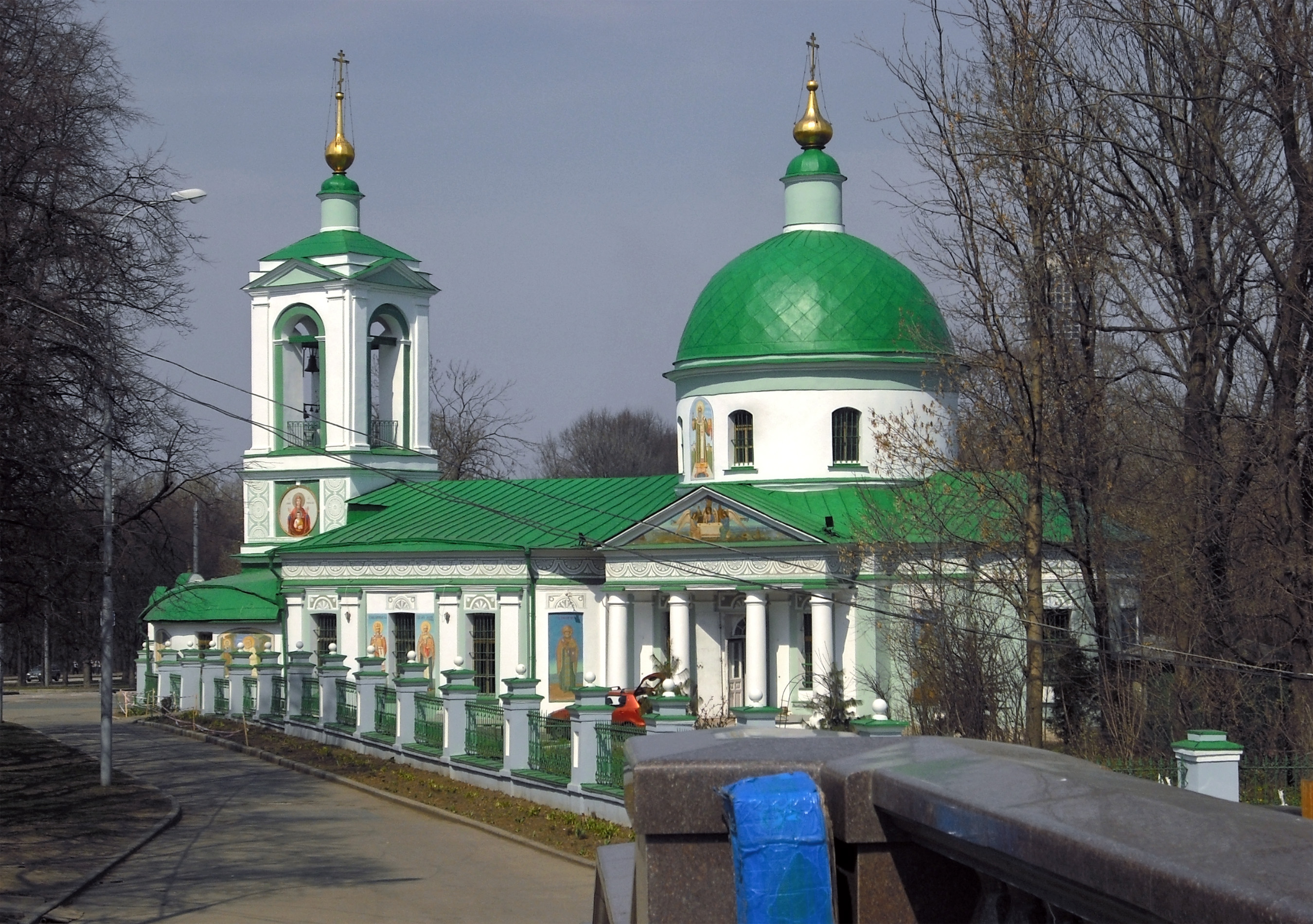
Троицкая церковь на Воробьёвых горах
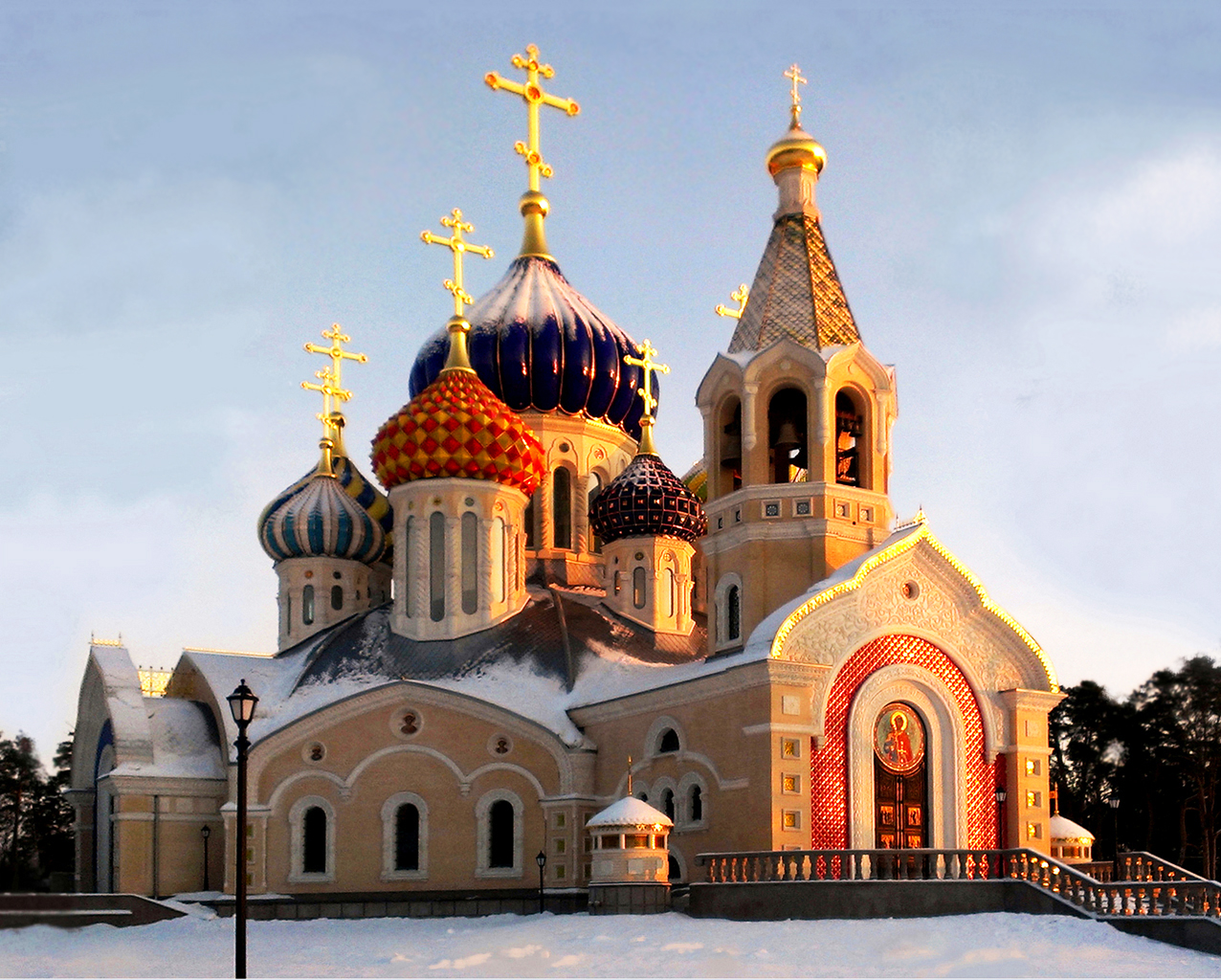
Церковь Святого Игоря Черниговского (Ново-Переделкино)